# Lantlôs (album)
Lantlôs è il primo album in studio del gruppo musicale Lantlôs, pubblicato nel 2008 dalla De Tenebrarum Principio.

## Tracce
1. "þinaz Andawlitjam" – 9:04
2. "Mittsommerregen" – 8:09
3. "Ruinen" – 8:34
4. "Kalte Tage"  6:59
5. "Ëin" – 6:59

## Formazione
- Herbst - chitarra, basso, pianoforte
- Angrrau - voce, basso, batteria